# Рохас, Жоао Йосимар
Жоао Йосимар Рохас Лопес (исп. Joao Joshimar Rojas López; родился 16 августа 1997 года в Эль-Гуабо, Эквадор) — эквадорский футболист, полузащитник клуба «Эмелек».

## Клубная карьера

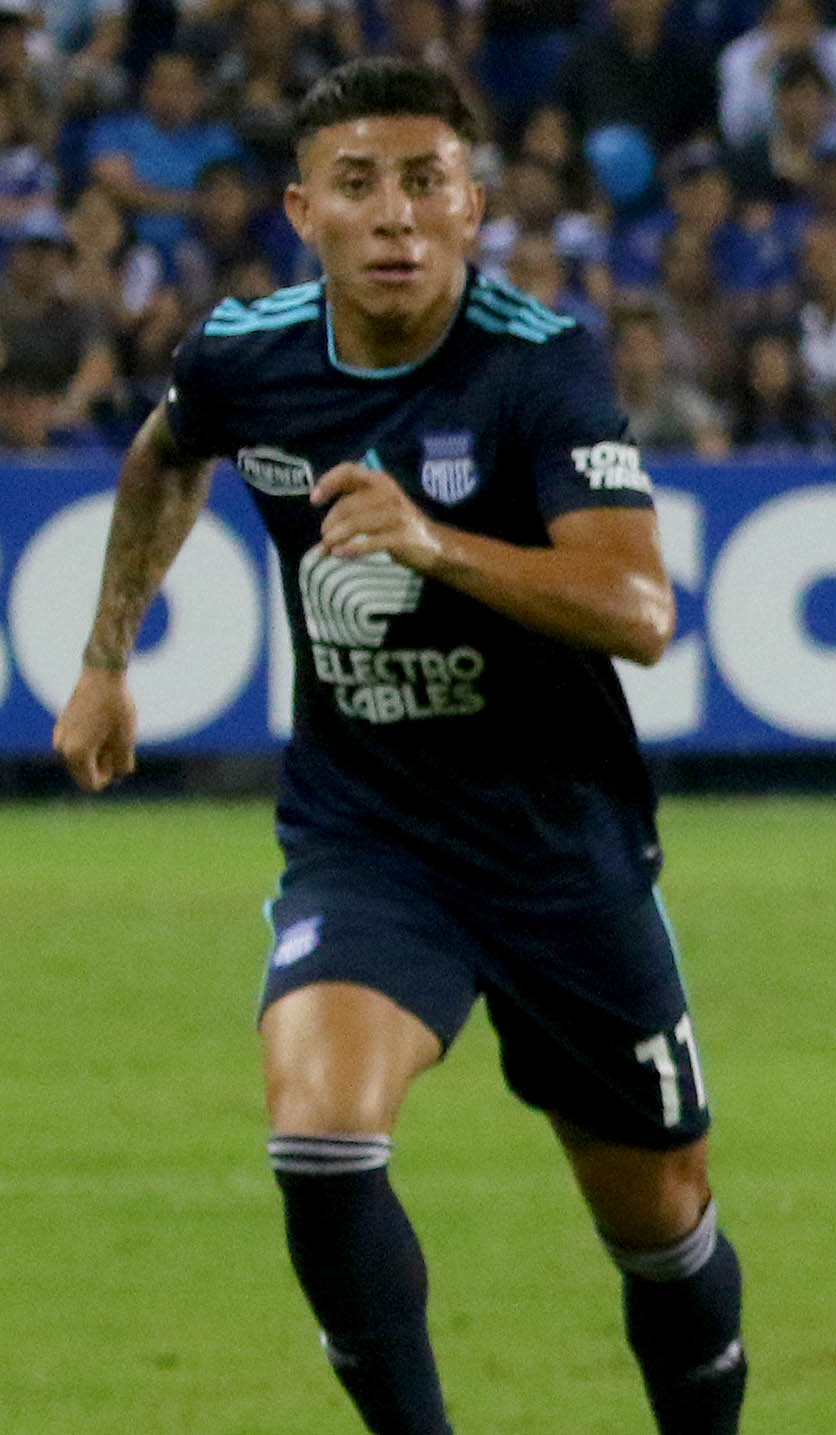
Рохас в составе «Эмелека»

Рохас — воспитанник клуба «Аукас». 11 апреля 2015 года в матче против «Мушук Руна» он дебютировал в эквадорской Примере. 6 сентября в поединке против «Универсидад Католика» из Кито Жоао забил свой первый голы за «Аукас». В начале 2017 года Рохас перешёл в «Эмелек». 9 апреля в матче против «Клан Хувениль» Жоао дебютировал за новую команду. 14 июня в поединке против «Клан Хувениль» Жоао забил свой первый гол за «Эмелек».

## Международная карьера
В 2017 года Рохас в составе молодёжной сборной Эквадора завоевал серебряные медали домашнего молодёжного чемпионата Южной Америки. На турнире он сыграл в матчах против команд Чили, Парагвая, Венесуэлы, Уругвая, Аргентина, Колумбии и дважды Бразилии.
В том же году Хошимар принял участие в молодёжном чемпионате мира в Южной Корее. На турнире он сыграл в матчах против команд США, Саудовской Аравии и Сенегала.

## Достижения
Международные
 Эквадор (до 20)
- Чемпионат Южной Америки по футболу среди молодёжных команд — 2017